# شهرستان برادفورد (پنسیلوانیا)
شهرستان برادفورد، پنسیلوانیا (به انگلیسی: Bradford County, Pennsylvania) شهرستانی در ایالات متحده آمریکا است که در پنسیلوانیا واقع شده‌است.

## خصوصیات
شهرستان برادفورد ۳٬۰۰۶٫۹۹ کیلومترمربع مساحت دارد.